# Hayti (Misuri)
Hayti es una ciudad ubicada en el condado de Pemiscot en el estado estadounidense de Misuri. En el Censo de 2020 tenía una población de 2493 habitantes y una densidad poblacional de 419,23 personas por km².

## Historia
Hayti fue construida en 1894, cuando el ferrocarril se extendió hasta ese punto. Según una tradición, el nombre honra al Dr. G. Hayes, propietario original del sitio. También se afirma que el nombre se deriva del país de Haití, cuyo nombre se deletreaba comúnmente como «Hayti» antes del siglo XX. Una oficina de correos llamada Hayti ha estado en funcionamiento desde 1895.

## Geografía
Hayti se encuentra ubicada en las coordenadas 36°13′57″N 89°44′51″O / 36.23250, -89.74750. Según la Oficina del Censo de los Estados Unidos, Hayti tiene una superficie total de 5.98 km², de la cual 5.95 km² corresponden a tierra firme y (0.48%) 0.03 km² es agua.

## Demografía
Según el censo de 2010, había 2939 personas residiendo en Hayti. La densidad de población era de 491,87 hab./km². De los 2939 habitantes, Hayti estaba compuesto por el 52.23% blancos, el 45.12% eran afroamericanos, el 0.31% eran amerindios, el 0.31% eran asiáticos, el 0% eran isleños del Pacífico, el 0.51% eran de otras razas y el 1.53% pertenecían a dos o más razas. Del total de la población el 0.99% eran hispanos o latinos de cualquier raza.